# طواف بكين 2011
طواف بكين 2011 (بالإنجليزية: 2011 Tour of Beijing)‏ هو سباق دراجات هوائية أقيم بتاريخ 5–9 أكتوبر، تكون السباق من 5 مراحل وامتدّ لمسافة 613.8 كم بسرعة 44.957 كم/س، استغرق السباق 13 ساعة 39 دقيقة 11 ثانية. فاز به الألماني طوني مارتين وحلّ ثانيا ديفيد ميلار بينما حصل على المركز الثالث كريس فروم.

## الترتيب
| م                     | الدرّاج      | البلد           | الزمن                     |
| --------------------- | ----------- | --------------- | ------------------------- |
| الفائز بالترتيب العام | طوني مارتين | ألمانيا         | 13 ساعة 39 دقيقة 11 ثانية |
| الثاني                | ديفيد ميلار | بريطانيا العظمى |                           |
| الثالث                | كريس فروم   | بريطانيا العظمى |                           |